# Office Girl/Episodenliste
Diese Episodenliste enthält alle Episoden der US-amerikanischen Comedyserie Office Girl, sortiert nach der US-amerikanischen Erstausstrahlung. Zwischen 2002 und 2006 entstanden in vier Staffeln insgesamt 81 Episoden mit einer Länge von jeweils etwa 23 Minuten.

## Übersicht
| Staffel | Episodenanzahl | Erstausstrahlung USA | Erstausstrahlung USA | Deutschsprachige Erstausstrahlung | Deutschsprachige Erstausstrahlung |
| Staffel | Episodenanzahl | Staffelpremiere      | Staffelfinale        | Staffelpremiere                   | Staffelfinale                     |
| ------- | -------------- | -------------------- | -------------------- | --------------------------------- | --------------------------------- |
| 1       | 22             | 1. Oktober 2002      | 20. Mai 2003         | 15. November 2003                 | 22. Mai 2004                      |
| 2       | 24             | 23. September 2003   | 18. Mai 2004         | 15. September 2010                | 30. September 2010                |
| 3       | 22             | 24. September 2004   | 25. April 2005       | 21. Juni 2006                     | 6. Juli 2006                      |
| 4       | 13             | 18. April 2006       | 24. Juni 2009        | 25. Juni 2010                     | 5. Juli 2010                      |

## Staffel 1
Die Erstausstrahlung der ersten Staffel war vom 1. Oktober 2002 bis zum 20. Mai 2003 auf dem US-amerikanischen Sender ABC zu sehen. Die deutschsprachige Erstausstrahlung sendete der deutsche Free-TV-Sender ProSieben vom 15. November 2003 bis zum 22. Mai 2004.
| Nr. (ges.) | Nr. (St.) | Deutscher Titel                     | Originaltitel                             | Erstausstrahlung USA | Deutschsprachige Erstausstrahlung (D/A/CH) | Regie        | Drehbuch                     | Prod. Code |
| ---------- | --------- | ----------------------------------- | ----------------------------------------- | -------------------- | ------------------------------------------ | ------------ | ---------------------------- | ---------- |
| 1          | 1         | Der 22. Stock                       | Pilot                                     | 1. Okt. 2002         | 15. Nov. 2003                              | Ted Wass     | Terri Minsky                 | 542-N      |
| 2          | 2         | Eiscreme mit Lydia                  | Ice Cream with Lydia                      | 8. Okt. 2002         | 22. Nov. 2003                              | Ted Wass     | Christine Zander             | L212       |
| 3          | 3         | Lügen lernen!                       | Claude the Liar                           | 15. Okt. 2002        | 29. Nov. 2003                              | Ted Wass     | J.J. Wall                    | L213       |
| 4          | 4         | Queen Claude                        | Queen of England                          | 22. Okt. 2002        | 6. Dez. 2003                               | Ted Wass     | Justin Adler                 | L211       |
| 5          | 5         | Urlaubsängste                       | The Vacation                              | 29. Okt. 2002        | 13. Dez. 2003                              | Ted Wass     | Tom Hertz                    | L215       |
| 6          | 6         | Stripperobics                       | The Pole                                  | 5. Nov. 2002         | 31. Jan. 2004                              | Ted Wass     | Cynthia Greenburg            | L214       |
| 7          | 7         | Die Eichhörnchensammlung            | Future Shock                              | 12. Nov. 2002        | 7. Feb. 2004                               | Ted Wass     | Mike Dieffenbach             | L217       |
| 8          | 8         | Das wäre doch nett                  | Meet the Folks                            | 19. Nov. 2002        | 14. Feb. 2004                              | Ted Wass     | Terri Minsky                 | L219       |
| 9          | 9         | Claude die Herzensbrecherin         | Claude the Heartbreaker                   | 26. Nov. 2002        | 21. Feb. 2004                              | Ted Wass     | Christine Zander             | L221       |
| 10         | 10        | Die Las Vegas-Regel                 | One Office Party Too Many                 | 10. Dez. 2002        | 28. Feb. 2004                              | Ted Wass     | Cynthia Greenburg            | L218       |
| 11         | 11        | Produktion Claude Casey             | A Claude Casey Production                 | 17. Dez. 2002        | 6. März 2004                               | Ted Wass     | F.J. Pratt & Dan Cohen       | L216       |
| 12         | 12        | Turteltäubchen in der Abstellkammer | Claude’s Got a Secret                     | 7. Jan. 2003         | 13. März 2004                              | Ted Wass     | Terri Minsky & Claudia Lonow | L223       |
| 13         | 13        | Kleine Fische                       | Telephone                                 | 21. Jan. 2003        | 20. März 2004                              | Ted Wass     | Justin Adler                 | L220       |
| 14         | 14        | Der VIP-Raum                        | High Maintenance                          | 4. Feb. 2003         | 27. März 2004                              | Ted Wass     | David Blum & Stacy Kramer    | L225       |
| 15         | 15        | Sexy Valentines Day                 | Valentine’s Day                           | 11. Feb. 2003        | 3. Apr. 2004                               | Terry Hughes | Tom Hertz                    | L226       |
| 16         | 16        | Schlussmachen lernen                | Breaking Up                               | 18. Feb. 2003        | 10. Apr. 2004                              | Ted Wass     | Cynthia Greenburg            | L228       |
| 17         | 17        | Die perfekte Party                  | Picture Perfect Party                     | 11. März 2003        | 17. Apr. 2004                              | Terry Hughes | F.J. Pratt & Dan Cohen       | L227       |
| 18         | 18        | 1, 2, 3 - Kaugummi                  | The New Guy                               | 18. März 2003        | 24. Apr. 2004                              | Ted Wass     | Tom Hertz                    | L222       |
| 19         | 19        | Daddy Owen                          | Oh Papa                                   | 29. Apr. 2003        | 1. Mai 2004                                | Ted Wass     | Tom Hertz                    | L223       |
| 20         | 20        | 48 Stunden Schach                   | A Little Love for Lydia                   | 6. Mai 2003          | 8. Mai 2004                                | Ted Wass     | J.J. Wall                    | L224       |
| 21         | 21        | Die Eichhörnchen-Mafia              | Save the Squirrel, But Bet the Over/Under | 13. Mai 2003         | 15. Mai 2004                               | Ted Wass     | J.J. Wall                    | L229       |
| 22         | 22        | Der Regenschirm                     | The Umbrella                              | 20. Mai 2003         | 22. Mai 2004                               | Ted Wass     | Justin Adler                 | L230       |

## Staffel 2
Die Erstausstrahlung der zweiten Staffel war vom 23. September 2003 bis zum 18. Mai 2004 auf dem US-amerikanischen Sender ABC zu sehen. Die deutschsprachige Erstausstrahlung sendete der deutsche Free-TV-Sender sixx vom 15. bis zum 30. September 2010.
| Nr. (ges.) | Nr. (St.) | Deutscher Titel              | Originaltitel                     | Erstausstrahlung USA | Deutschsprachige Erstausstrahlung (D) | Regie          | Drehbuch                          |
| ---------- | --------- | ---------------------------- | --------------------------------- | -------------------- | ------------------------------------- | -------------- | --------------------------------- |
| 23         | 1         | Morgen, Darling              | Choices                           | 23. Sep. 2003        | 15. Sep. 2010                         | Ted Wass       | Justin Adler                      |
| 24         | 2         | Die beste Nachbarin der Welt | From the Office of Will Butler    | 30. Sep. 2003        | 15. Sep. 2010                         | Ted Wass       | Rob LaZebnik                      |
| 25         | 3         | Raus hier, Leute             | It takes a Pillage                | 7. Okt. 2003         | 16. Sep. 2010                         | Ted Wass       | J.J. Wall                         |
| 26         | 4         | Freunde auf dem Dach         | New York Evening                  | 14. Okt. 2003        | 16. Sep. 2010                         | Ted Wass       | Cynthia Greenburg                 |
| 27         | 5         | Shampoo für alle             | Shampoo                           | 21. Okt. 2003        | 17. Sep. 2010                         | Ted Wass       | Terri Minsky                      |
| 28         | 6         | 48 Stunden zu viel           | Rules                             | 28. Okt. 2003        | 17. Sep. 2010                         | Ted Wass       | Justin Adler                      |
| 29         | 7         | Zickenkrieg                  | All About Claude                  | 4. Nov. 2003         | 20. Sep. 2010                         | Ted Wass       | Chuck Tatham                      |
| 30         | 8         | Washington wir kommen        | Roomies                           | 18. Nov. 2003        | 20. Sep. 2010                         | Ted Wass       | Cynthia Greenburg                 |
| 31         | 9         | Owens Beichte                | Claude's Alternative Thanksgiving | 25. Nov. 2003        | 21. Sep. 2010                         | Ted Wass       | Christine Zander                  |
| 32         | 10        | Nur Freunde                  | The Girl Next Door                | 2. Dez. 2003         | 21. Sep. 2010                         | Ted Wass       | Claudia Lonow                     |
| 33         | 11        | Rausschmeißen lernen         | Claude the Terminator             | 9. Dez. 2003         | 22. Sep. 2010                         | Ted Wass       | F.J. Pratt & Dan Cohen            |
| 34         | 12        | Santa Claude                 | Santa Claude                      | 16. Dez. 2003        | 22. Sep. 2010                         | Ted Wass       | Mike Dieffenbach                  |
| 35         | 13        | Was sagt man dazu            | What About That!                  | 6. Jan. 2004         | 23. Sep. 2010                         | Ted Wass       | Chuck Tatham                      |
| 36         | 14        | Der bessere Boss             | Two Camps                         | 27. Jan. 2004        | 23. Sep. 2010                         | Ted Wass       | Justin Adler                      |
| 37         | 15        | Dirty Martini                | Love Stinks (Sometimes)           | 10. Feb. 2004        | 24. Sep. 2010                         | Ted Wass       | Dan Tobin                         |
| 38         | 16        | Omas Tomaten                 | The Crush                         | 17. Feb. 2004        | 24. Sep. 2010                         | Ted Wass       | Rob LaZebnik                      |
| 39         | 17        | Sex und Geld                 | Claude's Appartement              | 24. Feb. 2004        | 27. Sep. 2010                         | Ted Wass       | Mike Dieffenbach                  |
| 40         | 18        | Versetzung in die Hölle      | 22 Minus 1 Equals 4               | 2. März 2004         | 27. Sep. 2010                         | Skip Collector | Chuck Tatham                      |
| 41         | 19        | Ein Wagen namens Liv         | Riding in Cars With Falafel       | 9. März 2004         | 28. Sep. 2010                         | Jonathan Weiss | J.J. Wall                         |
| 42         | 20        | Das Liebesverbot             | Dating Protocol at GNB            | 16. März 2004        | 28. Sep. 2010                         | Ted Wass       | Cynthia Greenburg & David Metrick |
| 43         | 21        | Arktische Nächte             | Arctic Nights                     | 27. Apr. 2004        | 29. Sep. 2010                         | Ted Wass       | Robert Bruce                      |
| 44         | 22        | Telefonterror                | Claude's Roxanne                  | 4. Mai 2004          | 29. Sep. 2010                         | Ted Wass       | Ron Lux                           |
| 45         | 23        | Jeder kriegt sein Date       | The Pimp Hat                      | 11. Mai 2004         | 30. Sep. 2010                         | Ted Wass       | Cynthia Greenburg                 |
| 46         | 24        | 100 Prozent Romantik         | Claude On One Knee                | 18. Mai 2004         | 30. Sep. 2010                         | Ted Wass       | Christine Zander                  |

## Staffel 3
Die Erstausstrahlung der dritten Staffel war vom 24. September 2004 bis zum 15. April 2005 auf dem US-amerikanischen Sender ABC zu sehen. Die deutschsprachige Erstausstrahlung sendete der österreichische Free-TV-Sender ATV vom 21. Juni bis zum 6. Juli 2006.
| Nr. (ges.) | Nr. (St.) | Deutscher Titel            | Originaltitel                    | Erstausstrahlung USA | Deutschsprachige Erstausstrahlung (A) | Regie          | Drehbuch                                 |
| ---------- | --------- | -------------------------- | -------------------------------- | -------------------- | ------------------------------------- | -------------- | ---------------------------------------- |
| 47         | 1         | Das papierfreie Büro       | Supply Man Down                  | 24. Sep. 2004        | 21. Juni 2006                         | Ted Wass       | Mike Dieffenbach                         |
| 48         | 2         | Claude wills wissen        | Claude Wants to Know             | 1. Okt. 2004         | 22. Juni 2006                         | Ted Wass       | Justin Adler                             |
| 49         | 3         | Mehr über Mike             | Ain't It a shame, Claude         | 15. Okt. 2004        | 22. Juni 2006                         | Ted Wass       | Claudia Lonow                            |
| 50         | 4         | Die 500 Dollar-Freundin    | Ignoring, Lydia                  | 22. Okt. 2004        | 23. Juni 2006                         | Ted Wass       | Cynthia Greenburg                        |
| 51         | 5         | Ein fetter Käfer           | Knock, Knock Who's Dead?         | 29. Okt. 2004        | 23. Juni 2006                         | Ted Wass       | Rob LaZebnik                             |
| 52         | 6         | Mein Boss ist eine Diva    | From the Chair to the Couch      | 5. Nov. 2004         | 26. Juni 2006                         | Ted Wass       | F.J. Pratt & Dan Cohen                   |
| 53         | 7         | Erste Wahl                 | Shoo-In                          | 12. Nov. 2004        | 26. Juni 2006                         | Ted Wass       | Terri Minsky                             |
| 54         | 8         | Ausgezogen und eingelegt   | We're Bad People                 | 19. Nov. 2004        | 27. Juni 2006                         | Ted Wass       | Chuck Tatham                             |
| 55         | 9         | Der absolute Profi         | Moms the Word                    | 26. Nov. 2004        | 27. Juni 2006                         | Ted Wass       | Christine Zander                         |
| 56         | 10        | Das magische Dreieck       | Claude's Romantic Hideaway       | 3. Dez. 2004         | 28. Juni 2006                         | Ted Wass       | J.J. Wall                                |
| 57         | 11        | Endlich im Fernsehen       | Claude's 15 Minutes of Christmas | 17. Dez. 2004        | 28. Juni 2006                         | Gary Shimokawa | Justin Adler                             |
| 58         | 12        | Das Dream-Team             | Emotions Eleven                  | 7. Jan. 2005         | 29. Juni 2006                         | Ted Wass       | Earl Davis                               |
| 59         | 13        | Die lustige Witwe          | You Can Leave the Lights On      | 14. Jan. 2005        | 29. Juni 2006                         | Ted Wass       | Cynthia Greenburg                        |
| 60         | 14        | Die VIP-Wand               | I Just Don't Like Her            | 21. Jan. 2005        | 30. Juni 2006                         | Jonathan Weiss | Rob LaZebnik                             |
| 61         | 15        | Walzer ist ganz einfach    | Playhouse                        | 28. Jan. 2005        | 30. Juni 2006                         | Ted Wass       | J.J. Wall                                |
| 62         | 16        | Die coole Freundin         | Distractions                     | 4. Feb. 2005         | 3. Juli 2006                          | Skip Collector | Mike Dieffenbach                         |
| 63         | 17        | Das Haus in den Hamptons   | Get Away                         | 11. Feb. 2005        | 3. Juli 2006                          | Ted Wass       | Sarah Jane Cunningham & Suzie V. Freeman |
| 64         | 18        | Bär und Gazelle            | Pre-Wedded Bliss                 | 4. März 2005         | 4. Juli 2006                          | Ted Wass       | Emily Cutler                             |
| 65         | 19        | Kein Schlaf im Büro        | Claude's Extreme Makeover        | 25. März 2005        | 4. Juli 2006                          | Ted Wass       | Earl Davis                               |
| 66         | 20        | Bist du etwa eifersüchtig? | Amicably Yours                   | 1. Apr. 2005         | 5. Juli 2006                          | Ted Wass       | David Metrick                            |
| 67         | 21        | Ein richtiger Mann         | Casey v. Kronsky                 | 8. Apr. 2005         | 5. Juli 2006                          | Ted Wass       | F.J. Pratt & Dan Cohen                   |
| 68         | 22        | Das Pfannkuchenluder       | Claude the Expert                | 15. Apr. 2005        | 6. Juli 2006                          | Ted Wass       | Justin Adler                             |

## Staffel 4
Die Erstausstrahlung der ersten fünf Episoden der vierten Staffel war vom 18. April bis zum 6. Juni 2006 auf dem US-amerikanischen Sender ABC zu sehen. Die weiteren Episoden wurde erst vom 18. bis zum 24. Juni 2009 auf dem US-amerikanischen Kabelsender Lifetime gezeigt. Die deutschsprachige Erstausstrahlung sendete der deutsche Free-TV-Sender sixx vom 25. Juni bis zum 5. Juli 2010.
| Nr. (ges.) | Nr. (St.) | Deutscher Titel               | Originaltitel                    | Erstausstrahlung USA | Deutschsprachige Erstausstrahlung (D/A/CH) | Regie            | Drehbuch               | Prod. Code |
| ---------- | --------- | ----------------------------- | -------------------------------- | -------------------- | ------------------------------------------ | ---------------- | ---------------------- | ---------- |
| 69         | 1         | Ab jetzt per Sie              | The Devil Wears Burberry, Part 1 | 18. Apr. 2006        | 25. Juni 2010                              | Ted Wass         | Christine Zander       | 401        |
| 70         | 2         | Kopf hoch, Rotschopf          | The Devil Wears Burberry, Part 2 | 25. Apr. 2006        | 25. Juni 2010                              | Ted Wass         | Rob LaZebnik           | 402        |
| 71         | 3         | Einmal ist keinmal            | A Crush Grows in Brooklyn        | 2. Mai 2006          | 28. Juni 2010                              | Ted Wass         | Claudia Lonow          | 403        |
| 72         | 4         | Die coolste Frau aller Zeiten | Why Are You Hurting Claude?      | 30. Mai 2006         | 28. Juni 2010                              | Ted Wass         | Dan Cohen & F.J. Pratt | 404        |
| 73         | 5         | Sei doch mal eifersüchtig     | Flirting with De-Feet            | 6. Juni 2006         | 29. Juni 2010                              | Ted Wass         | Steve Holland          | 405        |
| 74         | 6         | Der böse Samariter            | The Owl Specialist               | 18. Juni 2009        | 29. Juni 2010                              | Ted Wass         | Mike Dieffenbach       | 406        |
| 75         | 7         | Claude auf dem roten Teppich  | Red Carpet Claude                | 19. Juni 2009        | 30. Juni 2010                              | Ted Wass         | J.J. Wall              | 407        |
| 76         | 8         | Kip Steadman und die Frauen   | Kip Steadman’s Guide to Dating   | 19. Juni 2009        | 30. Juni 2010                              | Sheldon Epps     | Rob LaZebnik           | 408        |
| 77         | 9         | Eine Scheibe für Lydia        | Reinventing the Wheel            | 20. Juni 2009        | 1. Juli 2010                               | Trevor Kirschner | Earl Davis             | 409        |
| 78         | 10        | Der Preis ist falsch          | And the Award Goes to            | 20. Juni 2009        | 1. Juli 2010                               | Gil Junger       | Mike Dieffenbach       | 410        |
| 79         | 11        | Pleiten, Pech und Pannen      | I Have An Ear                    | 23. Juni 2009        | 2. Juli 2010                               | Sheldon Epps     | Lew Schneider          | 411        |
| 80         | 12        | Verbrannt und verhungert      | Banished and Famished            | 23. Juni 2009        | 2. Juli 2010                               | Skip Collector   | Steve Holland          | 412        |
| 81         | 13        | Kleine Ausrutscher            | Sex, Lies and Office Supplies    | 24. Juni 2009        | 5. Juli 2010                               | Jonathan Weiss   | Earl Davis             | 413        |